# Argiope takum
Argiope takum är en spindelart som beskrevs av Pater Chrysanthus 1971. Argiope takum ingår i släktet Argiope och familjen hjulspindlar. Inga underarter finns listade i Catalogue of Life.